# Мельников, Михаил Леонтьевич (советский деятель)
Михаил Леонтьевич Мельников — советский революционный, партийный и советский деятель.

## Биография
Родился в 1893 году в Тверской губернии. Член КПСС с 1913 года.
В 1907—1917 гг. — рабочий слесарно-механической мастерской, рабочий завода чугунного литья, участник революционного движения, арестован, освобождён.
Участник Октябрьской революции в Петрограде, член Солецкого совета рабочих, красноармейских и крестьянских депутатов, председатель Солецкого волисполкома, председатель тройки Холмского уезда.
Участник Гражданской войны.
В 1924—1931 гг. — партийный работник в Азово-Черноморском крае.
В 1931—1932 гг. — секретарь парткома Автозаводского профтехкомбината.
В 1932—1934 гг. — председатель Автозаводского райисполкома города Горького.
В 1934—1941 гг. — работник системы Центросоюза в Горьковской области.
Участник Великой Отечественной войны: заместитель начальника госпиталя № 2814 по политчасти.
В 1946—1953 гг. — руководящий работник на Горьковском автозаводе.
После 1953 года — деятель партийного ветеранского движения в городе Горьком.
Почетный гражданин города Сольцы (1974). Почетный гражданин города Горького (15.09.1977).
Умер в 1980 году в Горьком.

## Награды
- Орден Ленина (28.10.1967)
- Орден Красной Звезды (26.10.1945)
- Орден Знак Почёта (09.01.1952)